# Cystine Carreon
Cystine Carreon Recto (Quezon City, 5 september 1973) is een Filipijns-Nederlands actrice. Ze speelt vooral in musicals, en is op televisie vooral bekend van haar rol als Tippi Wan in de serie Gooische Vrouwen.

## Biografie
Cystine Carreon Recto-Pacis werd geboren in 1973 op de Filipijnen als jongste van drie zussen: Cybele, Cyrille en Cystine. In 1976 kwam ze, op 2-jarige leeftijd naar Nederland. Ze studeerde aan het Koninklijk Conservatorium in Den Haag, met als hoofdvak viool. Ze is getrouwd en is moeder van een dochter en een zoon.
Carreon is ambassadrice van de kinderrechtenorganisatie Save the Children. Op 21 mei 2010 was ze aanwezig bij het 25-jarig bestaan van de Wensbron in de Efteling, waar zij een speciale plaquette mocht onthullen. Al het muntgeld dat in de Wensbron terechtkomt, gaat naar deze kinderrechtenorganisatie, die zich inzet voor het welzijn van kinderen in arme landen.

## Prijzen
In mei 2007 kreeg Carreon de John Kraaijkamp Musical Award voor Beste Vrouwelijke Bijrol in een Grote Musical. Ze kreeg deze prijs voor haar rol als Betty Rizzo in de musical Grease.

## Filmografie

### Musicals
- Miss Saigon: swing, Gigi, understudy Kim en Ellen
- Fame: Mika Larue, understudy Serena en Carmen
- A Chorus Line: Diane Morales
- Rocky over the rainbow: Dorothy
- Copacabana: Lola
- Dolfje Weerwolfje: Noura
- Grease: Rizzo
- Shhh...it happens!: Mercedes
- Fame: Carmen Diaz
- Misery: workshopvoorstelling
- Fataal: solovoorstelling in het M-lab
- Engel van Amsterdam: M-lab
- High heels in concert: soliste
- Powervrouwen: soliste naast Peggy Vrijens, Mylene D anjou en Lieneke le Roux 2013-2014
- Best of musical: soliste naar Ron Link en Marleen van der Loo 2014
- Pluk van de Petteflat Zaza de kakkerlak/parkwachter
- Powervrouwen 2: soliste naast Lieneke Leroux, Mylene d Anjou en Pamela Teves
- VAMOS (musical): Linda. Naast Lenette van Dongen, Carolina Dijkhuizen e.a.
- Murder Ballad (musical): Vertelster. Naast Buddy Vedder, Vajèn van den Bosch en Jonathan Demoor
- NJMT's Robin Hood de Musical: Sybella. Naast Louis van Dijk en Ruben Kuppens[3]

### Toneel
- Lichtjes in je Ogen: Petcharin
- De darmdialogen: hoofdrol
- De eetclub: hoofdrol
- De Vaginamonologen: hoofdrol

### Film
- Boy meets Girl Stories #5: Girl
- Dennis P.: stewardess
- Voor elkaar gemaakt: Sonja

### Televisieseries
- Oh, Mijn Hemel...: verschillende rollen
- Gooische Vrouwen (seizoen 1-5): Tippiwan
- Goede tijden, slechte tijden: Nanda Verhoeven
- Blauw blauw: Polly
- De TV Kantine: Tippiwan
- Hein: Peggy de Groot

### Televisie overig
- 71° Noord: kandidate in seizoen 4
- Wie wordt Kruimeltje?: jurylid
- De Pelgrimscode: kandidate in seizoen 2

### Ingesproken
- De weg naar El Dorado: Chel
- Atlantis: Audrey
- Buzz Lightyear of Star Command: Mira Nova
- Kim Possible: Shego
- Fantastic Four: Susan Storm/Invisible Woman
- Barbie en het Diamantkasteel (2008): Alexa en Teresa
- Barbie en de magie van Pegasus (2005): Briëtta
- Victorious: Tori Vega
- The Boy Who Cried Werewolf: Jordin Sands
- Pair of Kings: Mikayla
- iCarly: een van de brandweerlieden (gastrol)
- Monster High: Dracalaura
- Don't Look Up: Dr. Jocelyn Calder (2021)
- Turning Red: Ming Lee (2022)
- LEGO Star Wars Zomervakantie: Rose Tico (2022)
- Baymax!: Kiko & Kara (2022)
- Pieter Konijn: afdelingsmanager (2018)
- Spider-Man: Into the Spider-Verse: Peni Parker (2018)
- WALL-E: overige stemmen (2009)
- Cars: Koriander Turbowitz (2006)
- Samurai Rabbit: The Usagi Chronicles: Vrouwe Fuwa (2022-heden)
- Bluey: Chilli
- Wish: Sakina (2023)
- Invincible: Debbie (2021-heden)
- Sonic the Hedgehog 3: Overige stemmen (2024)
- Lilo & Stitch: mevrouw Kekoa (2025)

### Ingezongen
- Tarzan & Jane: Het allerhoogste lied
- Barbie als de Eilandprinses: Ro